# 岡本城 (安房国)
岡本城（おかもとじょう）は、千葉県南房総市富浦町豊岡にあった日本の城。安房里見氏の居城。国の史跡に指定されている。

## 概要
里見氏は、戦国時代から江戸時代初頭にかけて10代170年にわたり房総半島南部（上総国・安房国）を支配した一族で、『房総里見軍記』などの軍記物のほか『南総里見八犬伝』など後世の伝奇小説のモデルになったことでも知られる。
岡本城は、里見氏家臣・岡本通輔の築城と伝わるが、里見氏第7代里見義弘が後北条氏に対抗する水軍拠点とするため岡本安泰より譲り受け、1572年（元亀3年）に改修した。義弘の死後は、1580年（天正8年）に嫡男の梅王丸と後継を争って勝利した弟里見義頼の本拠となった。1591年（天正19年）、義頼の子・里見義康が本城を館山城に移したことで廃城となった。
城跡は東京湾を望む標高66メートルの丘陵にあり、城域は東西600メートル、南北300メートルに及ぶ。山頂を中心とする8つの曲輪と腰曲輪からなり、山頂から北東に広がる曲輪は港としても機能していたと考えられている。発掘調査では、中国製陶磁器等の遺物や、高層掘立柱建物跡の可能性がある遺構が検出された。
1898年（明治31年）、城域東側の聖山の松の木を「里見公遺愛の松」として碑が建立された。1911年（明治44年）には、聖山を「里見義頼公ノ創建セラル岡本城跡」として、里見大権現が奉祀されており、地元の人々が特別な場所として崇拝していた。聖山の松の木は大正末年に枯れてしまったとされ、写真も現存しないとされていたが、2011年に、この松の木が写っている戦前の絵葉書の存在が確認された。
2012年（平成24年）1月24日、「里見氏城跡　稲村城跡　岡本城跡」として、稲村城とともに国の史跡に指定された。